# Franz oder Warum Antilopen nebeneinander laufen
Franz oder Warum Antilopen nebeneinander laufen ist der erste Roman des Schweizer Schriftstellers Christoph Simon. Er erschien im Jahr 2001.

## Inhalt
Der Roman erzählt in der Ich-Form die letzten qualvollen Schuljahre des Gymnasiasten Franz Obrist, dessen Schulleistungen sehr schlecht sind. Er hat bereits mehrere Klassen wiederholen müssen und wird schließlich von der Schule verwiesen. Dagegen protestiert er mit Erfolg. Franz’ Problem ist, dass er nicht erwachsen werden will. Er kann sich dem Leben als Schüler genauso wenig stellen, wie er sich das Leben als Erwachsener vorstellen kann. Um das Erwachsenwerden aufzuhalten, beschäftigt er sich hauptsächlich mit Kiffen, Schuleschwänzen und anderem wenig sozialverträglichem Verhalten. Er kümmert sich auch liebe-, aber wenig verantwortungsvoll um seinen behinderten Bruder Julian, der mit dem Down-Syndrom geboren wurde, und um seinen Dachs namens MC (Master of Ceremonies). Franz verliebt sich in das Mädchen Venezuela, wagt jedoch keine echte Annäherung.
Viele unterhaltende Episoden aus dem Schulalltag von Franz werden berichtet. Er hat eine freundschaftliche Beziehung zum türkischen Schulhausmeister, der tragisch an seinem Alkoholismus stirbt. Eine weitere Freundschaft verbindet ihn mit dem Außenseiter Johann, den er zunächst bei sich zu Hause einziehen lässt, um ihm später eine Wohnmöglichkeit bei seinem Dealer zu verschaffen.
Trotz aller Schwierigkeiten der Hauptfigur endet der Roman mit deren Absolvierung des Abiturs und einem Kuss zwischen Franz und Venezuela.
Die Geschichte von Franz wird später im Buch Planet Obrist weiter erzählt. Er plant eine Reise mit seinem Dachs.

## Ausgaben
- Franz oder Warum Antilopen nebeneinander laufen. Roman. Bilger, Zürich 2001, ISBN 3-908010-51-9
- Hörbuch, gelesen vom Autor: Skarabäus, Innsbruck 2003, ISBN 3-7082-3117-1